# Esquipulas (Nicaragua)
Esquipulas è un comune del Nicaragua facente parte del dipartimento di Matagalpa.